# Кундуль
Кундуль (фр. Koundoul) — небольшой город и супрефектура в Чаде, расположенный на территории региона Шари-Багирми. Входит в состав департамента Шари.

## Географическое положение
Город находится в юго-западной части Чада, к западу от реки Шари, на высоте 284 метров над уровнем моря.
Населённый пункт расположен на расстоянии приблизительно 11 километров к юго-юго-востоку (SSE) от столицы страны Нджамены.

## Население
По данным официальной переписи 2009 года численность населения Кундуля составляла 38 871 человек (19 105 мужчин и 19 766 женщин). Население супрефектуры по возрастному диапазону распределилось следующим образом: 49,8 % — жители младше 15 лет, 45 % — между 15 и 59 годами и 5,2 % — в возрасте 60 лет и старше.

## Транспорт
Ближайший аэропорт расположен в Нджамене.